# Our World in Data
Our World in Data (OWID, pouvant être traduit comme « Notre monde en données ») est une publication en ligne qui présente des recherches empiriques et des données sur l'évolution des conditions de vie dans le monde. Les publications sur le développement mondial utilisent des visualisations de données interactives (tableaux et cartes) des données afin de mettre en évidence les causes et les conséquences des changements observés.

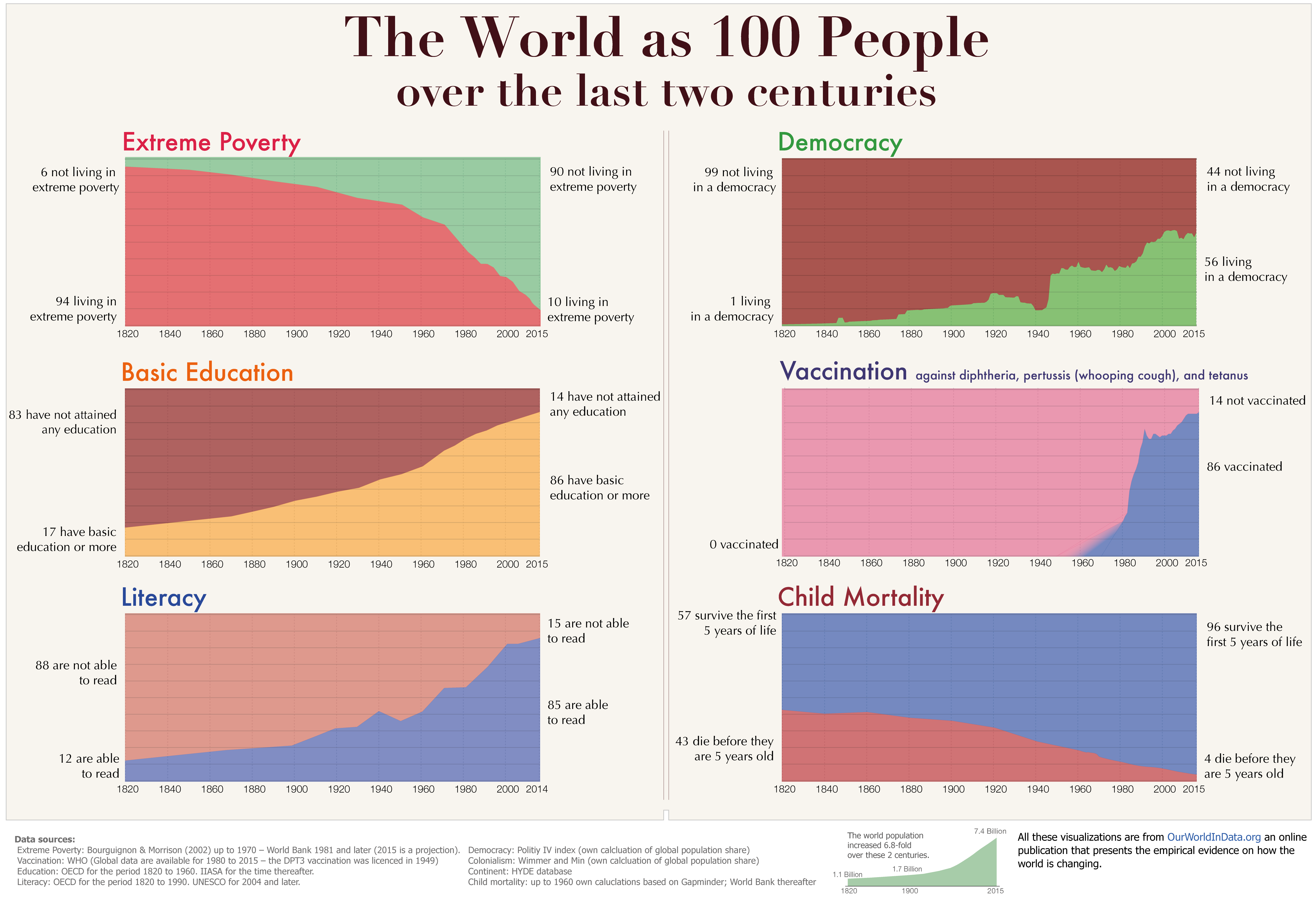
Compilation de diagrammes d'OWID montrant l'évolution de l'extrême pauvreté, de la démocratie, de l'éducation, de la vaccination, de l'alphabétisation et de la mortalité infantile entre 1800 et 2015.

Les publications sont dirigées par l'université d'Oxford et rédigées par l'historien social et économiste du développement Max Roser. Elles couvrent un large éventail de sujets dans de nombreuses disciplines académiques : les tendances dans la santé, l'alimentation, la croissance et les inégalités de revenus, la violence, les droits de l'homme, les guerres, la culture, l'utilisation de l'énergie, l'éducation et les changements environnementaux sont empiriquement analysées et disponibles à la visualisation sur le site web d'OWID.
Concentrer tous ces aspects en un endroit permet d'appréhender comment les tendances, à long terme, sont liées. Les recherches sur le développement mondial sont présentées à un public de lecteurs intéressés, journalistes, universitaires et décideurs politiques. Les articles utilisent les références croisées et sont liés. Pour chaque sujet, la qualité des données est discutée. Comme sur Wikipédia, le visiteur peut accéder aux sources. Pour résumer, le site fonctionne comme une base de données de bases de données – une méta-base de données.
Our World in Data est disponible en tant que bien public, c'est-à-dire que :
- l'ensemble des publications sont disponibles gratuitement ;
- les données publiées sur le site web sont disponibles au téléchargement ;
- toutes les visualisations créées pour les publications en ligne sont mises à disposition sous licence Creative Commons ;
- les outils permettant de publier sur Our World In Data et de créer des visualisations sont libres d'utilisation (open source sur GitHub)[2].

Le site est utilisé largement dans les médias. Des auteurs comme John Green et Steven Berlin Johnson l'utilisent pour leur travail. Il est utilisé dans l'enseignement par des économistes, des historiens et des experts du développement mondial.
Tina Rosenberg souligne dans le New York Times que Our World in Data apporte « un contrepoint important au point de vue négatif sur le développement mondial ». Steven Pinker a également mis en avant la capacité de Our World in Data à quantifier le développement humain,.

## Financement
Global Change Data Lab, l'organisme à but non lucratif qui publie Our World in Data et les outils de données en libre accès qui rendent la publication en ligne possible, est financé par des subventions, des sponsors et des dons de lecteurs.
La première subvention au projet de recherche a été accordée par la Nuffield Foundation, une fondation sise à Londres et axée sur la politique sociale. Les autres donateurs qui ont soutenu le projet sont la Quadrature Climate Foundation, la Fondation Bill-et-Melinda-Gates et la philanthrope allemande Susanne Klatten. Our World in Data a également reçu des subventions de l'Organisation mondiale de la santé, du ministère de la Santé et des Affaires sociales du Royaume-Uni et de l'altruisme efficace.
Les dons des lecteurs sont une source majeure de financement. En 2020, plus de 3 000 personnes ont soutenu le projet, dépassant les 4 000 donateurs en 2023. La liste des donateurs comprend Jamie Metzl et le YouTubeur Hank Green. L'équipe de recherche a collaboré avec la chaîne YouTube scientifique Kurzgesagt,, une collaboration de longue date qui a valu à la chaîne des critiques concernant notamment l'usage de sources provenant souvent intégralement d'associations soutenues par la Fondation Bill-et-Melinda-Gates[réf. non conforme].
Pendant la pandémie de Covid-19, l'équipe s'est associée à des épidémiologistes de la Chan School of Public Health de Harvard et de l'Institut Robert-Koch pour étudier les pays qui ont réagi avec succès dans la phase initiale de la pandémie. Janine Aron et John Muellbauer ont travaillé avec OWID pour étudier la surmortalité pendant la pandémie.
En 2022, le Future Fund de FTX a octroyé à Our World in Data une subvention de 7,5 millions de dollars pour soutenir ses activités. Max Roser, directeur de la publication, a déclaré à Fortune que le conseil d'administration d'Our World in Data avait finalement rejeté la subvention[pourquoi ?] après avoir effectué des vérifications préalables.